# Circumnavigation Magellan-Elcano
La circumnavigation Magellan-Elcano est le premier voyage autour du monde dans l'histoire. Expédition espagnole, elle quitte Séville en 1519 sous les ordres de l'explorateur portugais Fernand de Magellan à la recherche d'une route maritime entre l'Espagne et l'Asie de l'Est à travers les Amériques et l'océan Pacifique. À la suite de la mort de Magellan le 27 avril 1521, l'Espagnol Juan Sebastián Elcano prend le commandement de la Victoria, un des deux navires rescapés de la flotte, le 16 septembre. Le 21 décembre 1521 il quitte les Moluques et arrive le 8 septembre 1522 à Séville. Juan Elcano et les 18 survivants sur les 237 membres d’équipage de l'expédition sont les premiers hommes à faire le tour du monde en une seule expédition,.

Cartographie de la circumnavigation de Fernand de Magellan et de Juan Sebastián Elcano.

## Contexte

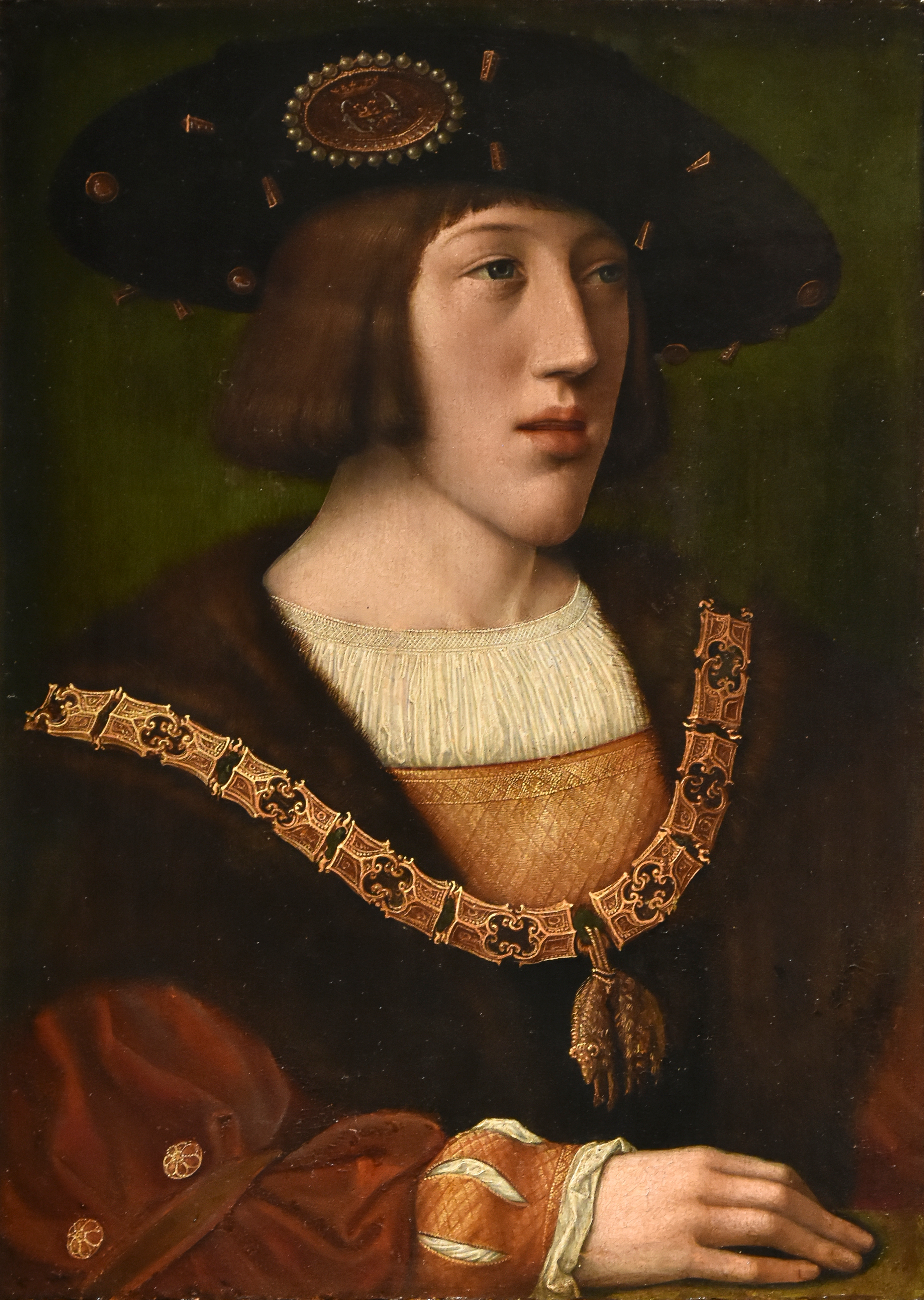
Charles Quint était âgé de 18 ans lorsqu'il commandita l'expédition de Magellan vers les Moluques en 1518. Il est ici représenté sur une peinture de Bernard van Orley c. 1517

Le voyage de Christophe Colomb vers l'ouest (1492–1503) avait pour but d'atteindre les Indes et d'établir un lien direct entre l'Espagne et les royaumes asiatiques. Les Espagnols réalisèrent rapidement que l'Amérique ne faisait pas partie de l'Asie, mais constituait bien un autre continent. Le traité de Tordesillas en 1494 attribua au Portugal les terres orientales, et Vasco de Gama contourna l'Afrique en 1498 et parvint aux Indes en 1498. 
Étant donné l'importance économique du commerce des épices, la Castille (l'Espagne) avait un besoin urgent de trouver une nouvelle route commerciale vers l'Asie. Après la conférence de Junta de Toro en 1505, la Couronne espagnole envisagea des expéditions pour découvrir de nouvelles routes vers l'Ouest. L'explorateur espagnol Vasco Núñez de Balboa parvint à l'océan Pacifique en 1513 en traversant l'isthme de Panama, et Juan Díaz de Solís mourut au Río de la Plata en 1516 alors qu'il explorait l'Amérique du Sud au service de l'Espagne.
Fernand de Magellan était un marin portugais avec des expériences militaires précédentes en Inde, Malacca, et au Maroc. Un ami, peut-être un cousin, avec qui Magellan navigua, Francisco Serrão, fit partie de la première expédition vers les Moluques qui quitta en 1511. Serrão atteignit les Moluques, resta sur l'île de Ternate et s'y maria. Serrão entretint une correspondance avec Magellan depuis Ternate, vantant les beautés et la richesse de ces îles. Ce qui incita Magellan à envisager une expédition vers les Moluques, et les lettres seront plus tard présentées aux autorités espagnoles lorsqu'il sollicita leur aide pour cette expédition.
Les historiens pensent que début 1514, Magellan sollicita à diverses reprises le roi Manuel Ier pour financer une expédition vers les Moluques, bien que les informations soient floues. Il est cependant attesté que le roi n'accéda pas aux demandes d'augmentation de la paie de Magellan, et que fin 1515 ou début 1516, le roi autorisa Magellan à servir un autre maître. À cette époque, Magellan rencontra le cosmographe Rui Faleiro, un autre sujet portugais nourrissant aussi un ressentiment envers Manuel Ier. Les deux hommes décidèrent de mettre au point une expédition vers les Moluques qu'ils proposeraient au roi d'Espagne. Magellan décida de s'établir à Séville en Espagne en 1517, et Faleiro le suivit deux mois plus tard.
Arrivé à Séville, Magellan contacta Juan de Aranda, facteur de la Casa de Contratación. Après l'arrivée de son partenaire Rui Faleiro, et avec l'aide d'Aranda, ils présentèrent leur projet au roi Charles de Castille et Aragon (le futur Empereur Charles Quint). Le projet de Magellan s'il réussissait, permettrait le plan original de Christophe Colomb d'accéder aux Moluques par l'Ouest sans affecter les relations politiques avec le Portugal. L'idée était dans l'air du temps et avait déjà été discutée après la découverte de l'océan Pacifique par Balboa. Le 22 mars 1518, le roi nomma Magellan et Faleiro capitaines, ce qui devait leur permettre de se mettre en route pour les Indes fin juillet. Il les éleva par ailleurs au rang de Commandeurs de l'Ordre de Santiago. Ils conclurent avec le roi un accord qui leur garantissait, entre autres choses :
- le monopole de la route découverte pour une période de dix ans[9],[10] ;
- leurs appointements comme gouverneurs (adelantado) des terres et îles découvertes, et 5% des gains nets en résultant, transmissibles par héritage[9],[11] ;
- un cinquième des gains de l'expédition[9] ;
- le droit de ramener annuellement des Moluques des biens pour un montant de 1 000 ducats exemptés de taxes[10] ;
- en cas de découverte de plus de six îles, un quinzième des gains du commerce de deux des îles de leur choix[9], et un vingt-cinquième des gains des autres[12].

L'expédition fut largement financée par la Couronne espagnole, qui fournit les bateaux, ainsi que les approvisionnements pour deux ans de voyage. Bien que Charles Quint était censé payer pour cette flotte, il était lourdement endetté, et demanda assistance à la famille Fugger[réf. nécessaire]. Bien que l'archevêque Juan Rodríguez de Fonseca fut à la tête de la Casa de Contratación, la Couronne obtint la participation du marchand Cristóbal de Haro, qui participa à concurrence d'un quart du financement de la flotte et de l'approvisionnement.
Les cartographes experts Jorge Reinel et Diego Ribero, un Portugais au service de Charles Quint depuis 1518 comme cartographe à la Casa de Contratación, prirent part à la conception des cartes devant être utilisées pour le voyage. Divers problèmes se firent jour lors de la préparation du voyage, dont le manque d'argent, les tentatives du roi du Portugal de contrecarrer l'expédition, la méfiance à l'égard de Magellan et des autres Portugais de la part des Espagnols, et le caractère difficile de Faleiro.

## Constitution et approvisionnement
La flotte, constituée de cinq vaisseaux avec de l'approvisionnement pour deux ans, était nommée Armada del Maluco, d'après le nom indonésien des îles des Épices. Les navires étaient essentiellement de couleur noire, ce dû à leur couverture de goudron. Le budget officiel de l'expédition atteint 8 751 125 maravedis, incluant le prix des bateaux, leur approvisionnement et les salaires.
La nourriture constituait la part importante de l'approvisionnement. Son coût fut de 1 252 909 maravedis, soit pratiquement le coût des bateaux. Les quatre cinquièmes de la nourriture embarquée consistaient en deux aliments, le vin et les biscuits de mer.
Ils embarquaient également une grande quantité de farine et de viande salée. Certains bateaux emportaient aussi des animaux vivants destinés à l'alimentation, dont sept vaches et trois porcs. Le fromage, les amandes, la moutarde et des figues étaient également des aliments en grande quantité, ainsi que de la Carne de membrillo, faites à partir de coings, et qui était une douceur appréciée par les capitaines et qui a dû les préserver à leur insu du scorbut.

### Navires

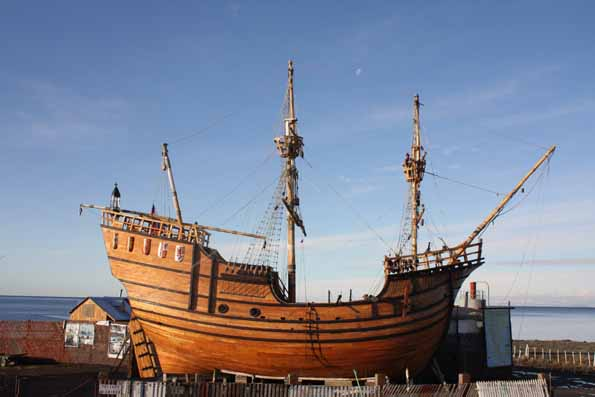
Une réplique moderne de la Victoria au musée Nao Victoria de Punta Arenas au Chili

La flotte comprend à l'origine cinq navires, avec la Trinidad (es) comme navire amiral. Il s'agit de carraques (en espagnol « carraca » ou « nao »; en portugais « nau »). La Victoria est le seul navire qui réalise la circumnavigation. Les détails de la configuration des navires restent inconnus, et il n'existe pas non plus d'illustrations d'époque. Le rapport officiel de la Casa de Contratación indique un coût de 1 369 808 maravédis pour les navires, et 1 346 781 maravédis dépensé pour l'approvisionnement.
| Navire           | Captaine          | Équipage                               | Poids (tonnes) | Statut |
| ---------------- | ----------------- | -------------------------------------- | -------------- | --- |
| Trinidad (es)    | Fernand Magellan  | 62 puis 61 après une escale à Ténérife | 110            | quitte Séville avec quatre autres navires le 10 août 1519. Détruit aux Moluques en décembre 1521                                                                          |
| San Antonio (es) | Juan de Cartagena | 55                                     | 120            | déserte dans le détroit de Magellan en novembre 1520, retourne en Espagne le 6 mai 1521                                                                                   |
| Concepción (es)  | Gaspar de Quesada | 44 puis 45 après une escale à Ténérife | 90             | sabordé aux Philippines, mai 1521 |
| Victoria         | Luis de Mendoza   | 45 puis 46 après une escale à Ténérife | 85             | achève la circumnavigation, en retournant en Espagne en septembre 1522, sous le commandement de Juan Sebastián Elcano. Mendoza est tué lors d'une tentative de mutinerie. |
| Santiago (es)    | João Serrão       | 31 puis 33 après une escale à Ténérife | 75             | échoué lors d'une tempête sur le Río Santa Cruz en Argentine le 22 mai 1520,                                                                                              |

### Équipages
Les équipages se montent à un total de 270 hommes, dont 139 Espagnols qui viennent de Castille, du Pays basque, des Asturies, de Galice et d'Andalousie. Les autorités espagnoles étaient méfiantes à l'égard de Magellan, et tentent de l'empêcher de prendre la mer, en plaçant un maximum d'Espagnols plutôt que des Portugais. Finalement, la flotte comprend 31 Portugais,, parmi lesquels le beau-frère de Magellan Duarte Barbosa, João Serrão, Estêvão Gomes et l'esclave de Magellan Henrique de Malacca. Parmi les autres nationalités présentes, 26 Italiens, 19 Français dont 5 Bretons, 9 Grecs, 5 Flamands, 4 Allemands, 2 noirs africains, 2 Irlandais, 1 Anglais, 1 Goanais, 1 métis luso-brésilien, 1 métis hispano-indien et le malais Enrique esclave personnel de Magellan,. Parmi les Espagnols, au moins 29 Basques (dont Juan Sebastián Elcano), dont certains ne parlaient pas couramment espagnol.
Rui Faleiro, qui est initialement nommé co-capitaine Magellan, développe une instabilité mentale et fut écarté de l'expédition par le roi. Il est remplacé à la co-direction de l'expédition par Juan de Cartagena et comme cosmographe et astrologue par Andrés de San Martín.
Juan Sebastián Elcano, un capitaine de navire marchand vivant à Séville, participe à l'expédition en recherchant le pardon du roi pour de précédentes maladresses. Antonio Pigafetta, un intellectuel et voyageur vénitien, demande à faire partie du voyage, avec un titre de « surnuméraire » et une rémunération modeste. Il devint un assistant proche de Magellan et tient un journal. Le seul autre marin qui tient un journal pendant le voyage sera Francisco Albo, avec un compte-rendu nautique. 
Juan de Cartagena, qui aurait été un fils illégitime de l'archevêque Fonseca, est nommé inspecteur général de l'expédition, responsable de ses opérations financières et de commerce.

## Traversée de l'océan Atlantique
Le 10 août 1519, les cinq navires sous le commandement de Magellan quittèrent Séville et descendirent le Guadalquivir jusque Sanlúcar de Barrameda, à l'embouchure du fleuve. Ils y restèrent plus de cinq semaines. Ils embarquèrent finalement pour le large le 20 septembre 1519 et quittèrent l'Espagne.
Le 26 septembre, la flotte atteignit Ténérife dans îles Canaries, où ils embarquèrent du ravitaillement frais dont des légumes et de la poix, vendue moins cher qu'en Espagne. Lors de cette escale, Magellan reçut un message de son beau-père, Duarte Barbosa, le mettant en garde contre une mutinerie des capitaines castillans, dont Juan de Cartagena (capitaine du San Antonio) serait le meneur de la conspiration. Il apprit également que le roi du Portugal avait lancé deux flottes de caravelles pour l'arrêter. 
Le 3 octobre, la flotte quitta les Canaries, naviguant au sud le long de la côte africaine. Il y eut des désaccords sur le cap à suivre, Cartagena souhaitant naviguer davantage vers l'ouest. Magellan prit la décision inhabituelle de suivre la côte africaine pour éviter les caravelles portugaises lancées contre lui.
Vers la fin octobre, l'Armada approcha de l'équateur, ils y subirent une série de tempêtes avec de telles bourrasques qu'ils durent parfois abaisser leurs voiles. Pigafetta nota l'apparition de feux de Saint Elme au cours de ces tempêtes, ce qui était vu comme un bon présage pour l'équipage :

« Au cours de ces tempêtes, le feu de Saint Anselme nous apparut à diverses reprises ; entre autres, lors d'une nuit très sombre et en de mauvaises conditions météorologiques, le dit Saint apparut sous la forme d'un feu allumé au sommet du mat principal, et y resta pendant deux heures et demi, ce qui nous rassura grandement alors que nous étions en larmes et que nous attendions notre dernière heure; et lorsque cette lumière sainte nous quitta elle nous donna une telle brillance dans les yeux que nous nous retrouvâmes pendant un quart d'heure comme des aveugles, implorant le pardon. Sans aucun doute, personne ne pensait survivre à la tempête. »

Après deux semaines de tempête, la flotte se retrouva bloquée pendant un certain temps dans des zones calmes et avec peu de vent, avant d'être emmenée par le courant équatorial sud jusqu'à proximité des vents alizés.

### Procès pour sodomie et tentative de mutinerie
Au cours de la traversée de l'océan, le maître d'équipage du Victoria, Antonio Salamón fut surpris au cours d'un acte de sodomie avec un mousse, Antonio Ginovés. À cette époque, l'homosexualité était punissable de mort en Espagne, bien qu'en pratique celle-ci n'était pas rare lors de longs voyages. Magellan tint un procès à bord de la Trinidad, et Salamón fut condamné à la mort par strangulation. Il fut exécuté le 20 décembre, après l'arrivée de la flotte au Brésil. Ce qu'il advint de Ginovés est obscur, il aurait été jeté par dessus bord ou incité par les railleries à commettre un suicide en se jetant à la mer.
Après le procès, les capitaines de Magellan remirent en cause son commandement. Cartagena accusa Magellan de risquer les navires du roi par son choix d'itinéraire le long de la côte africaine. Lorsque Cartagena déclara qu'il ne suivrait plus les ordres de Magellan, Magellan ordonna à des hommes de confiance de se saisir de Cartagena. Il traita Cartagena de « rebelle » et qualifia son comportement de mutinerie. Cartagena fit appel aux deux autres capitaines castillans, Quesada et Mendoza, pour contrer Magellan, mais ils n'en firent rien.
Immédiatement après cet épisode, Cartagena fut envoyé en soutes. Magellan aurait pu juger Cartagena pour mutinerie, mais à la demande de Quesada et Mendoza, il se contenta de le relever de son commandement du San Antonio, et l'autorisa à circuler libre sur la Victoria. Antonio de Coca remplaça Cartagena comme capitaine du San Antonio.

## Contournement de l'Amérique du Sud

### L'arrivée au Brésil

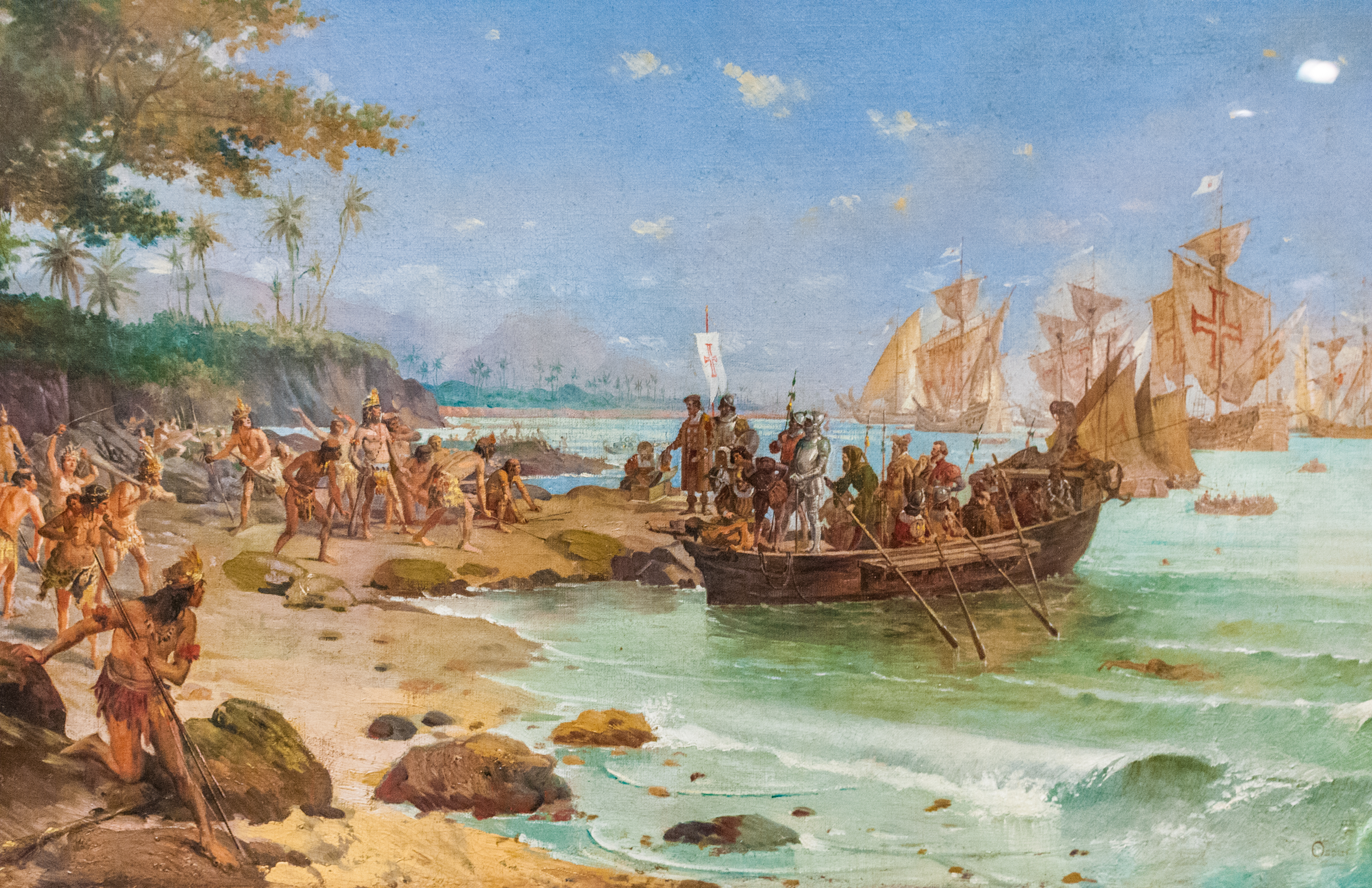
Pedro Álvares Cabral a revendiqué le Brésil pour le Portugal en 1500, 20 ans avant le voyage de Magellan. Cette peinture de 1922 représente son arrivée à Porto Seguro et sa première rencontre avec les indigènes.

Le 29 novembre, la flotte atteint la latitude approximative du Cap Saint Augustin. La côte du Brésil (que Pigafetta nomme Verzin dans son journal, d'après un nom ancien italien du bois de brésil) est connue des Espagnols et des Portugais depuis environ 1500, et qui y envoyèrent rapidement, en particulier les Portugais, des navires pour récupérer ce bois de brésil. L'Armada emportait une carte de cette côte, le Livro da Marinharia (le Livre de la Mer), ainsi qu'un membre d'équipage, le pilote de la  Concepción, João Lopes Carvalho, qui avait précédemment visité Rio de Janeiro. Carvalho fut nommé pour diriger la flotte le long de la côte jusque Rio à bord de la Trinidad, et aida également à la communication avec les locaux, possédant quelques rudiments de la langue guarani.
Le 13 décembre, la flotte atteint Rio de Janeiro. Bien qu'elle fût formellement portugaise, le Portugal n'y entretenait pas un établissement permanent à l'époque. Voyant le port vide, Magellan sut que ce serait un arrêt sécurisé. Pigafetta nota une coïncidence météorologique qui fit qu'ils furent bien accueillis par les indigènes :

« Il faut savoir qu'il n'avait pas plu depuis deux mois avant que nous arrivions ici, et qu'il commença à pleuvoir le jour où nous arrivâmes, ce qui amena les indigènes à penser que nous étions envoyés par le Ciel, et que amenions la pluie. Ce qui nous facilita les choses, et ces gens furent aisément convertis à la Foi chrétienne. »

La flotte resta 13 jours à Rio, au cours desquels ils réparèrent les navires, firent provision d'eau et de nourriture (tels ignames, cassaves et ananas), et échangèrent avec les indigènes. L'expédition avait emporté quantité de biens à échanger, tels des miroirs, des peignes, des couteaux et des cloches. Les locaux échangèrent rapidement de la nourriture et des biens locaux (telles des plumes de perroquet). Les membres de l'équipage découvrirent aussi qu'ils pouvaient acheter quelques faveurs sexuelles des femmes locales. L'historien Ian Cameron décrit le séjour de l'équipage à Rio comme « des Saturnales de fête et d'amour ».
Le 27 décembre, la flotte quitta Rio de Janeiro. Pigafetta nota que les indigènes étaient troublés de les voir partir, et que certains tentèrent de les suivre en canoës pour les convaincre de rester.

### Le Río de la Plata
La flotte navigua vers le sud le long de la côte à la recherche d'el paso, le détroit légendaire qui permettrait de trouver le passage de l'Amérique du Sud vers les Moluques. Le 11 janvier, un cap marqué de trois collines fut observé, que l'équipage pensait être le Cap Santa Maria. Autour de la langue de terre, ils trouvèrent une large étendue d'eau qui se prolongeait hors de vue vers le sud-ouest. Magellan pensa alors avoir trouvé el paso, alors qu'il n'était qu'au Río de la Plata. Magellan dirigea le Santiago, commandé par João Serrão, pour tester l'endroit, et dirigea les autres navires vers le sud en espérant trouver la Terra Australis, le continent méridional que l'on supposait exister au sud de l'Amérique du Sud. Ils ne réussirent pas à trouver cette terre, et quand ils rejoignirent le Santiago quelques jours plus tard, Serrão indiqua que ce qu'ils pensaient être le détroit n'était en fait que l'embouchure d'un fleuve. Incrédule, Magellan conduisit de nouveau la flotte vers l'ouest, prenant de fréquentes mesures de profondeur. Le constat de Serrão fut finalement confirmé par leur navigation en eau douce.

### À la recherche du détroit
Le 3 février, la flotte repartit vers le sud en longeant la côte. Magellan pensait trouver un détroit, ou la pointe sud du continent à courte distance. En fait, la flotte navigua encore huit semaines sans trouver de passage, avant de s'arrêter pour un hivernage à Puerto San Julián.
Ne voulant pas rater le détroit, la flotte navigua au plus près de la côte, encourant le risque de s'échouer sur des bancs de sable. Les navires ne naviguaient que durant la journée, avec des vigies scrutant attentivement la côte pour apercevoir des indices d'un détroit. En plus des dangers des eaux peu profondes, la flotte risquait de rencontrer des grains, tempêtes et chutes de températures en continuant vers le sud au début de l'hiver austral.

### Hivernage
Vers la troisième semaine de mars, les conditions météorologiques étaient devenues si mauvaises que Magellan décida de trouver un port adéquat pour y passer l'hiver, et attendre le printemps pour reprendre la recherche du passage vers l'océan Pacifique. Le 31 mars 1520, une baie fut aperçue. La flotte y trouva un port naturel qui fut appelé Puerto San Julián.
Ils y restèrent cinq mois avant de reprendre la recherche du détroit.

#### La mutinerie de Pâques

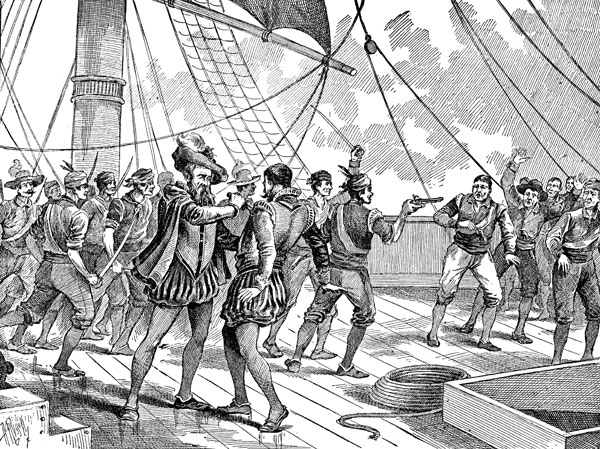
Une représentation artistique de l'exécution du capitaine Luis de Mendoza, un des responsables de la tentative de mutinerie de San Julián.

Au cours de la journée suivant l'escale à San Julián, il y eut une tentative de mutinerie. Comme lors de la traversée de l'Atlantique, elle fut menée par Juan de Cartagena (l'ancien capitaine du San Antonio), accompagné de Gaspar de Quesada et Luis de Mendoza, capitaines de la Concepción et de la Victoria respectivement. Comme précédemment, les Castillans mettaient en cause le commandement de Magellan, l'accusant de mettre en danger les équipages et les navires. 
La mutinerie de San Julián fut plus élaborée que les contestations suivant le procès pour sodomie durant la traversée de l'Atlantique. Aux environs de minuit le dimanche de Pâques, soit le 1er avril, Cartagena et Quesada emmenèrent trente hommes armés, leurs visages couverts de suie, à bord du San Antonio, où ils tendirent une embuscade à Álvaro de Mezquita, le capitaine récemment promu du navire. Mezquita était le cousin de Magellan, proche donc du capitaine général. Juan de Elorriaga, le maître d'équipage, résista aux mutins et tenta d'alerter les autres navires. Pour cette raison, Quesada le poignarda à plusieurs reprises (il mourut de ses blessures plusieurs mois plus tard).
Avec le San Antonio maîtrisé, les mutins contrôlaient trois des cinq navires de la flotte. Seul le Santiago (commandé par João Serrão) restait loyal à Magellan, de même que le navire-amiral, la Trinidad, que Magellan dirigeait. Les mutins pointèrent le canon du San Antonio' sur la Trinidad, mais n'entreprirent rien d'autre durant la nuit. 
Le matin suivant (le 2 avril), alors que les mutins tentaient de se renforcer à bord du San Antonio et de la Victoria, une chaloupe de marins fut déviée de sa route et se retrouva à proximité de la Trinidad. Les hommes furent amenés à bord et divulguèrent le détail des plans de la mutinerie à Magellan.
Magellan lança alors une contre-offensive contre les mutins à bord de la Victoria. Certains marins de la Trinidad s'habillèrent des habits des marins capturés, et approchèrent la Victoria dans leur chaloupe. Son alguacil, Gonzalo de Espinosa, s'approcha également de la Victoria en skiff, et annonça qu'il avait un message pour le capitaine Luis Mendoza. Espinosa fut admis à bord et dans le bureau du capitaine, prétextant la remise d'une lettre confidentielle. Espinosa poignarda alors Mendoza à la gorge, le tuant instantanément. Au même moment, les marins déguisés montèrent à bord de la Victoria pour aider leur alguacil.
Avec la Victoria perdue et Mendoza tué, les mutins restants réalisèrent qu'ils étaient dépassés. Cartagena se rendit et implora Magellan. Quesada tenta de prendre la fuite, mais en fut empêché par des marins loyaux à Magellan qui coupèrent les câbles du San Antonio, causant sa dérive vers la Trinidad et sa capture.

#### Le procès pour mutinerie
Le procès des mutins fut mené par le cousin de Magellan Álvaro de Mezquita et dura cinq jours. Le 7 avril, Quesada fut décapité par son frère adoptif et secrétaire, Luis Molina, qui agit comme bourreau en échange de clémence. Les restes du corps de Quesada et Mendoza furent « traînés et mis en quarts » et exposés en gibets pour les trois mois suivants. San Martín, suspecté d'avoir participé à la conspiration, fut torturé par estrapade, mais autorisé peu après à continuer d'officier comme cosmographe. Cartagena, ainsi qu'un prêtre, Pedro Sanchez de Reina, fut condamné à être mis en maronnage. Le 11 août au soir, deux mois avant que la flotte ne quitte San Julian, ils furent emmenés sur une petite île à proximité et abandonnés à la mort. Plus de quarante autres conspirateurs, dont Juan Sebastián Elcano, furent enchaînés l'essentiel de l'hiver et durent effectuer le dur travail de caréner les navires, réparer leur structure, et nettoyer les cales.

#### Perte duSantiago
À la fin avril, Magellan envoya le Santiago, commandé par Juan Serrano, faire une reconnaissance vers le sud à la recherche du détroit. Le 3 mai, il atteignit l'estuaire d'un fleuve que Serrano nomma Río Santa Cruz. L'estuaire formait un bon abri avec des ressources alimentaires, dont du poisson, des manchots, ainsi que du bois.
Après plus d'une semaine d'exploration de la Santa Cruz, Serrano envisagea de retourner à San Julian le 22 mai, mais le navire fut pris dans une brusque tempête en quittant le port,. Le Santiago fut emporté par de puissants vents et s'échoua sur un banc de sable. Tous (ou pratiquement tous)) les membres de l'équipage purent se hisser sur la côte avant que le navire ne chavire. Deux hommes se portèrent volontaires pour rejoindre San Julian à pied pour y chercher secours. Après onze jours de marche ardue, ils arrivèrent à San Julian, épuisés et émaciés. Magellan envoya une équipe de 24 hommes les secourir par la terre jusque Santa Cruz.
Les 35 autres survivants du Santiago restèrent à Santa Cruz pendant deux semaines. Ils ne purent récupérer du ravitaillement de l'épave du Santiago, mais parvinrent à construire des huttes et faire du feu, survivant en mangeant des coquillages et des plantes locales. L'expédition de secours les retrouva vivants mais épuisés, et ils purent retourner sans encombre à San Julian.

#### Départ vers Santa Cruz
Après avoir appris que Serrano avait trouvé à Santa Cruz des conditions météorologiques plus favorables, Magellan décida d'y déplacer la flotte pour le reste de l'hiver austral. Après pratiquement quatre mois à San Julian, les navires embarquèrent pour Santa Cruz autour du 24 août. Ils passèrent six semaines à Santa Cruz avant de reprendre leur recherche du détroit.

### Le détroit de Magellan

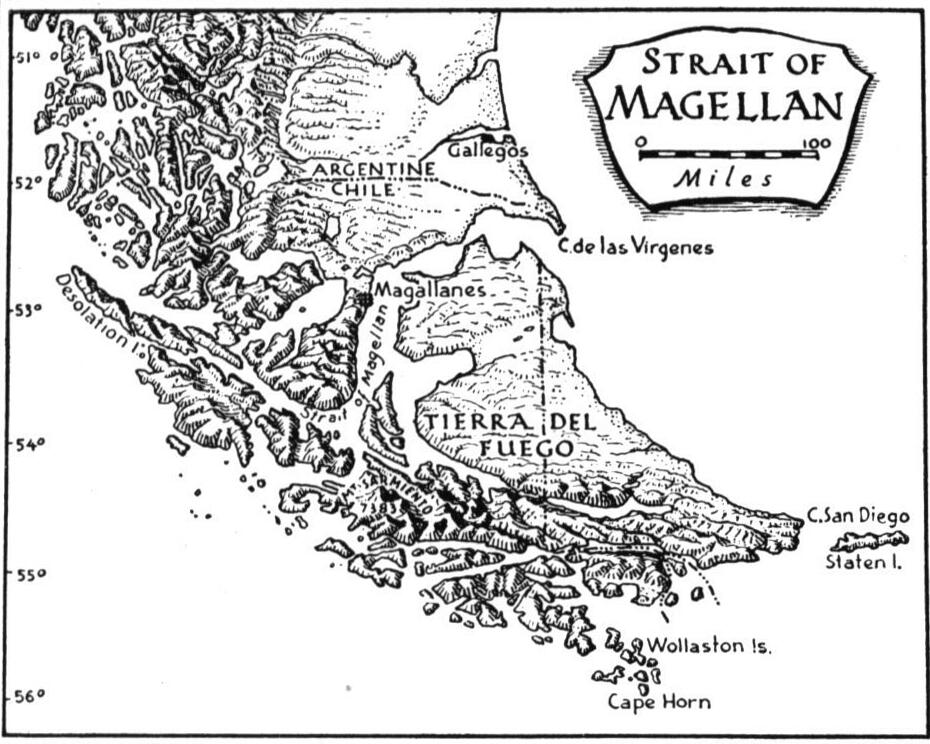
Le détroit de Magellan coupe la pointe sud de l'Amérique du Sud et relie les océans Atlantique et Pacifique.

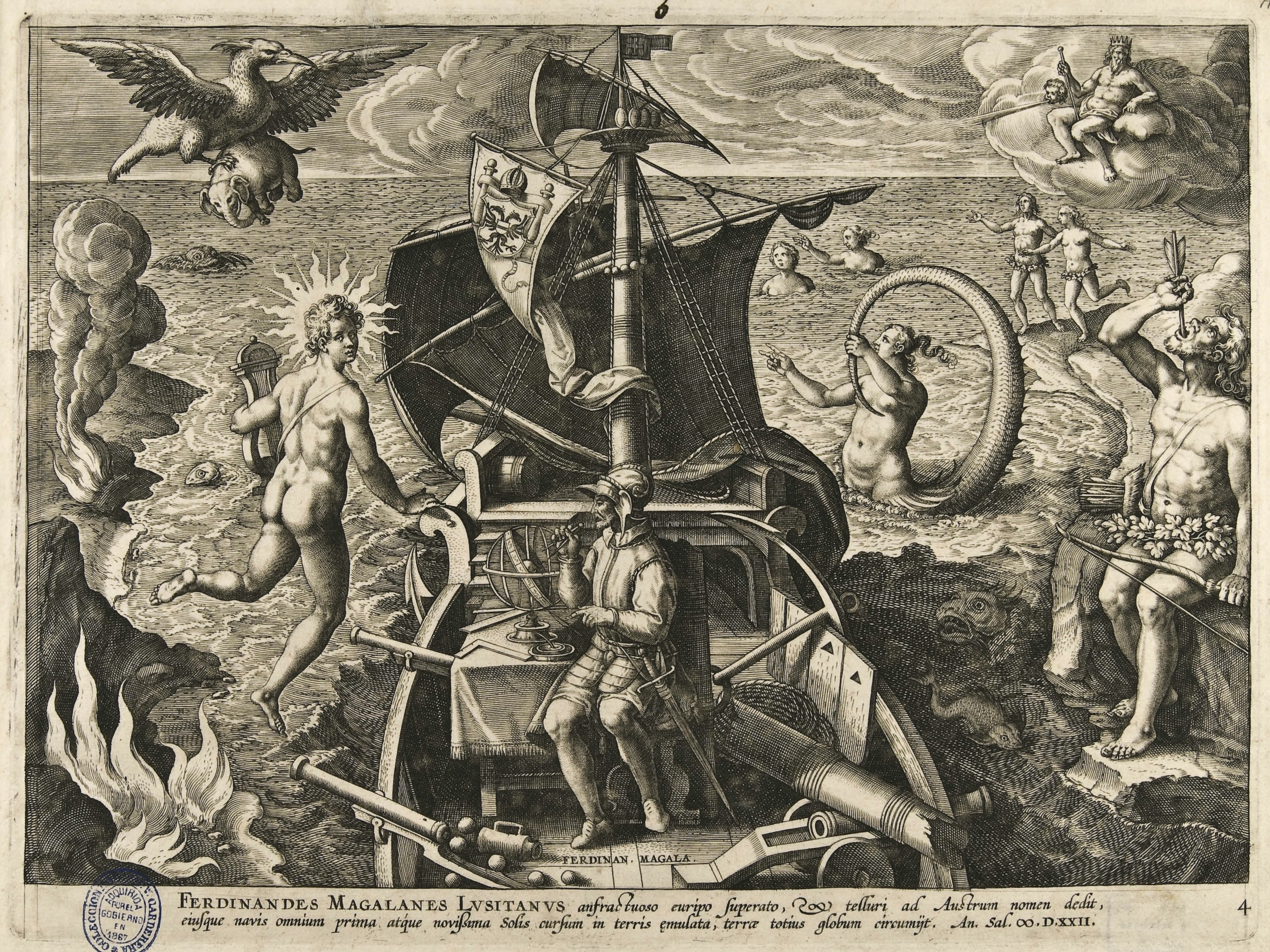
Une représentation allégorique de la découverte par Magellan du détroit qui allait porter son nom, créée vers 1592 par le peintre flamand Johannes Stradanus.

Le 18 octobre, la flotte quitta Santa Cruz en direction du sud, toujours à la recherche du passage. Peu après, le 21 octobre, ils aperçurent un cap vers 52°S de latitude qu'ils nommèrent cap des Vierges. Au delà du cap, ils découvrirent une large baie. Alors qu'ils commencèrent à explorer cette baie, une tempête survint. La Trinidad et la Victoria parvinrent à retourner vers le large, mais la Concepción et le San Antonio furent poussées profondément dans le golfe, au delà d'un promontoire. La flotte parvint à se réunir trois jours plus tard, et les équipages  de la Concepción et du San Antonio indiquèrent qu'ils avaient été poussés vers un passage étroit, non visible depuis la mer, et qui se prolongeait vers l'intérieur des terres. Espérant avoir finalement trouvé le détroit, la flotte suivit le parcours précédemment pris par la Concepción et le San Antonio. Contrairement au Río de la Plata précédemment, l'eau ne perdait pas sa salinité, et les sondages indiquaient une profondeur importante constante. C'était le passage qu'ils cherchaient, qui serait plus tard connu sous le nom de détroit de Magellan. À ce moment, Magellan le baptisa Estrecho de Todos los Santos (« détroit de la Toussaint »), car la flotte s'y trouva le 1er novembre, qui est le jour de la Toussaint.
Le 28 octobre, la flotte atteignit une île dans le détroit, connue désormais sous le nom d'île Isabelle ou île Dawson, qui pouvait être passée par les deux côtés. Magellan sépara sa flotte pour tester les deux chemins. Ils devaient se rejoindre quelques jours plus tard, mais le San Antonio les quitta pour toujours. Alors que le reste de flotte attendit le retour du San Antonio, Gonzalo de Espinosa embarqua dans une chaloupe pour explorer davantage le détroit. Après trois jours de navigation, ils atteignirent l'océan Pacifique. Trois jours plus tard, Espinosa était de retour. Pigafetta écrivit qu'à la nouvelle de cette découverte, Magellan pleura de joie. Les trois navires restants rejoignirent le Pacifique le 28 novembre, après avoir cherché durant des semaines le San Antonio. Magellan nomma l'océan Mar Pacifico pour son calme apparent.

#### Désertion du San Antonio

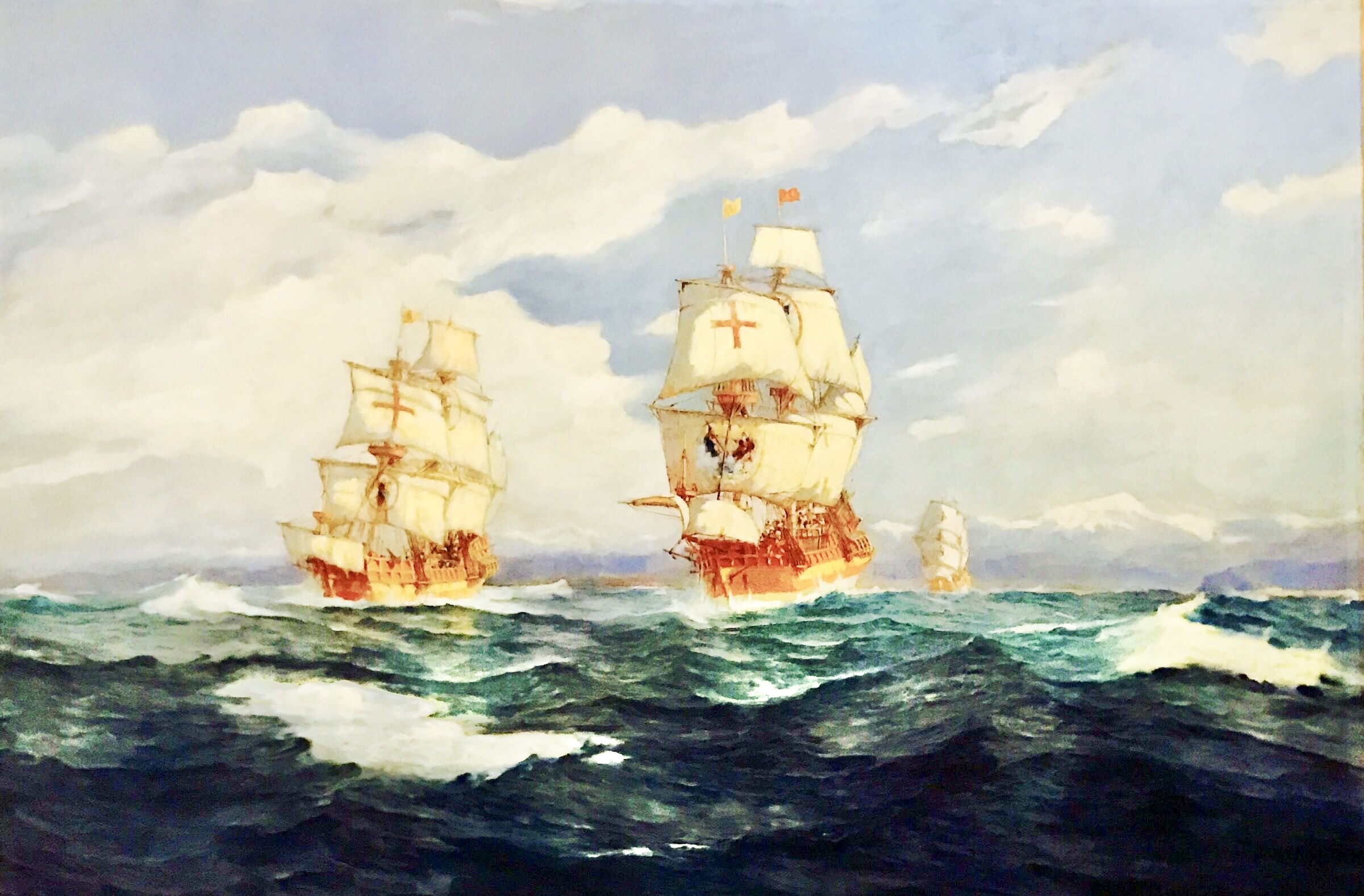
Descubrimiento del estrecho de Magallanes (Découverte du détroit de Magellan), peinture sur huile d'Álvaro Casanova Zenteno.

Le San Antonio ne parvint pas à rejoindre le reste de la flotte de Magellan dans le détroit. Ils décidèrent alors de retourner vers l'Espagne. Les officiers du navire témoignèrent plus tard qu'ils étaient arrivés en avance au rendez-vous, mais la véracité de cette affirmation reste contestée. Le pilote du San Antonio à ce moment, Álvaro de Mezquita, était le cousin de Magellan et loyal au capitaine-général. Il tentait de rejoindre la flotte, faisant feu avec les canons et envoyant des signaux de fumée. Il fut alors confronté à une nouvelle mutinerie, qui réussit cette fois-ci. Il fut poignardé par le pilote du San Antonio, Estêvão Gomes, et enchaîné pour le reste du voyage. Gomes était connu pour son animosité à l'égard de Magellan (ainsi que renseigné par Pigafetta, qui indiqua « Gomes... haïssait excessivement le capitaine-général, parce qu'il espérait avoir sa propre expédition vers les Moluques »), et peu avant d'être séparé du reste de la flotte, il se querella avec lui à propos de la suite du voyage. Alors que Magellan et les autres officiers étaient d'accord de poursuivre vers l'ouest jusqu'aux Moluques, pensant que les réserves de 2-3 mois seraient suffisantes, Gomes estimait qu'il convenait de retourner vers l'Espagne pour se réapprovisionner et repasser le détroit.
Le San Antonio revint à Séville environ six mois plus tard, le 8 mai 1521, avec 55 survivants. Il s'ensuivit un procès de six mois contre l'équipage. Alors que Mezquita s'avéra le seul homme loyal de l'équipage, les autres témoignèrent d'un Magellan mauvais et non conforme à la réalité. En particulier, pour justifier de la mutinerie de San Julian, les hommes se plaignirent de tortures des marins espagnols de la part de Magellan (lors du voyage de retour à travers l'Atlantique, Mezquita fut torturé pour confirmer ces affirmations), et prétendirent qu'ils essayaient de faire respecter les ordres du roi. Finalement, aucun des mutins ne fut condamné. La réputation de Magellan en pâtit, de même que celles de ses amis et de sa famille. Mezquita fut emprisonné pendant un an après le procès, et la femme de Magellan, Beatriz, fut coupée de ressources financières et assignée à résidence, ainsi que son fils.

## Traversée de l'océan Pacifique

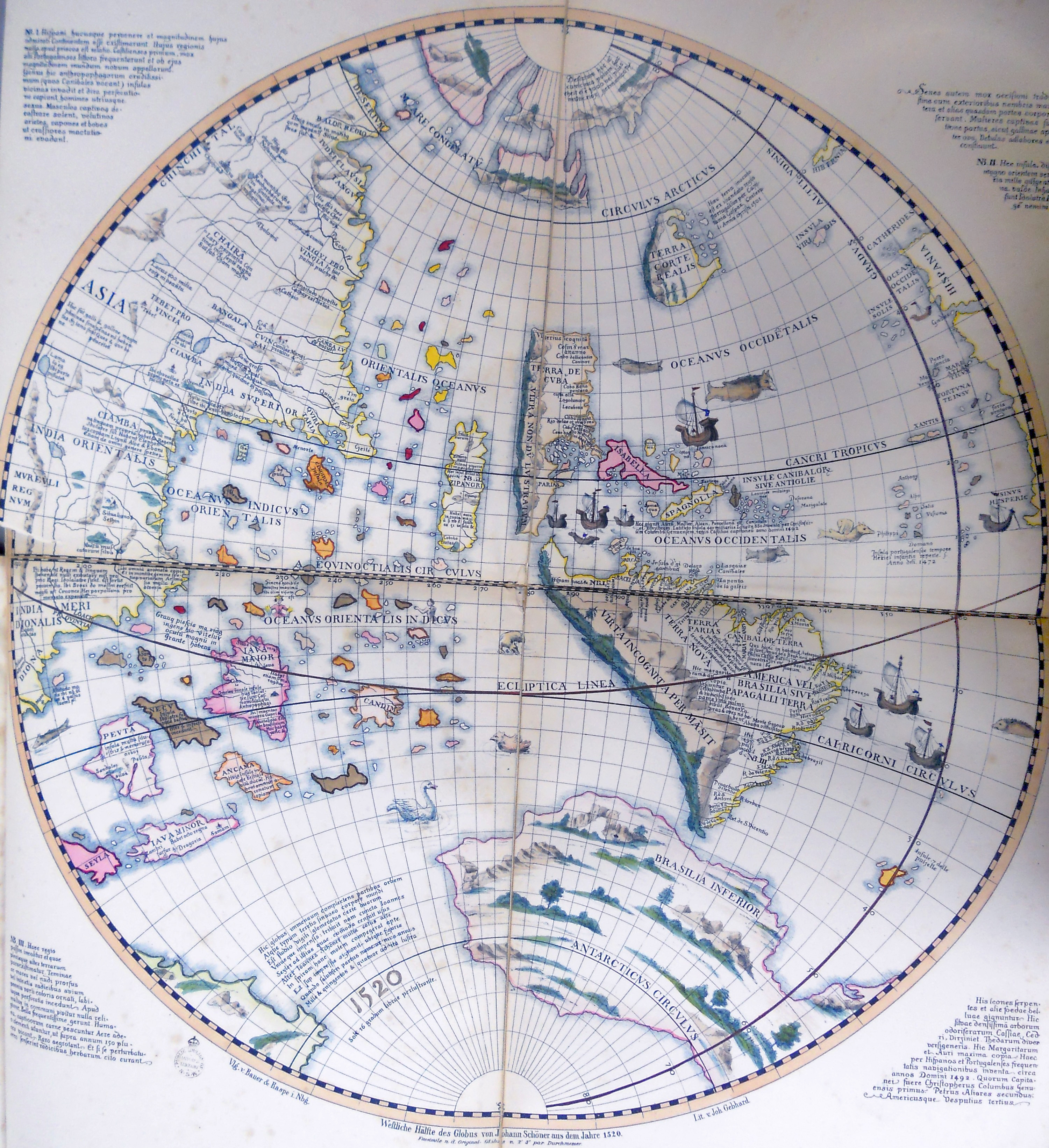
L'hémisphère occidental du globe de Johannes Schöner, créé en 1520, représente la conception erronée des Européens de la proximité entre l'Amérique et l'Asie (Zipangri, la grande île en jaune, est le Japon)

Magellan et les géographes contemporains n'avaient pas conscience de l'étendue de l'océan Pacifique. Il imaginait que l'Amérique du Sud n'était séparée des îles Moluques que par une petite mer, qu'il pensait pouvoir traverser en trois ou quatre jours. Il lui fallut en fait trois mois et vingt jours en mer pour atteindre Guam puis les Philippines. 
La flotte pénétra dans l'océan Pacifique le 20 novembre 1520, naviguant vers le nord au début en suivant la côte du Chili. Vers la mi-décembre, il mit le cap à l'ouest-nord-ouest. Ils ne furent pas en veine, car si la route avait été légèrement différente, ils auraient pu croiser diverses îles qui leur auraient permis un approvisionnement en nourriture et eau, telles les îles Marshall, les îles de la Société, les îles Salomon ou les îles Marquises. Ils ne rencontrèrent en fait que deux petites îles inhabitées au cours de leur traversée, qu'ils ne purent aborder, et qu'ils baptisèrent islas Infortunadas. La première, aperçue le 24 janvier, fut nommée San Pablo (sans doute Puka-Puka). La seconde, aperçue le 21 février, était sans doute l'île du Millénaire. Ils passèrent l'équateur le 13 février. 
Ne s'attendant pas à un voyage si long, les navires ne disposaient pas suffisamment de nourriture et d'eau, et une bonne partie de la viande de phoque stockée pourrit dans la chaleur équatoriale. Pigafetta décrivit des conditions déplorables dans son journal :

« Nous ne mangeâmes que de vieux biscuits réduits en poudre et plein de vers, et sentant les excréments que les rats y avaient produit en mangeant les biscuits sains, et nous bûmes de l'eau jaune et puante. Nous mangeâmes aussi le cuir de bœuf situé sous le pont, pour ne pas menacer les gréements : il était très dur, ayant été battu par le soleil, la pluie et le vent, et était laissé quatre ou cinq jours dans la mer, puis laissé quelque temps sur la braise, et était alors mangé; ainsi que de la sciure de bois, et des rats que l'on pouvait acheter pour une demi-couronne pièce, mais que l'on ne put trouver en suffisance. »

De plus, la plupart des hommes souffraient des symptômes du scorbut, dont la cause n'avait pas encore été identifiée à l'époque. Pigafetta nota que, des 166 hommes,[réf. nécessaire] ayant embarqué pour la traversée du Pacifique, 19 moururent et « vingt-cinq ou trente tombèrent malades et souffrirent de différents maux » Magellan, Pigafetta, et les autres officiers ne souffrirent pas des symptômes du scorbut, ce dû sans doute au fait qu'ils mangeaient des coings, ce qui leur donnait sans qu'ils le sachent la vitamine C nécessaire pour les protéger du scorbut.

## Guam et les Philippines
Le 6 mars 1521, la flotte attint les îles Mariannes. La première île aperçue fut Rota, mais ils ne purent y aborder, et jetèrent l'ancre trente-six heures plus tard à Guam. Ils rencontrèrent le peuple Chamorro dans leurs praos, un type de pirogue à balancier inconnu des Européens. Des dizaines de Chamorros montèrent à bord des navires, et commencèrent à emporter diverses choses, dont du cuir, des couteaux et toutes choses faites de fer. Il y eut un moment une confrontation entre l'équipage et les indigènes, et au moins l'un d'entre eux fut tué. Les autres prirent la fuite avec leur butin, dont la bergantina (la chaloupe de la Trinidad),. Magellan nomma l'île en conséquence Isla de los Ladrones (île des Voleurs).
Le jour suivant, Magellan organisa des représailles, envoyant ses hommes piller et brûler quarante ou cinquante maisons indigènes, en tuant sept hommes. Ils récupérèrent la bergantina et quittèrent Guam le lendemain, le 9 mars, poursuivant leur voyage vers l'ouest.

### Les Philippines
La flotte atteignit les Philippines le 16 mars, et y resta jusqu'au 1er mai. L'expédition est la première connue des Européens avec les Philippines. Bien que le but formel de l'expédition était de trouver un passage vers les Moluques par l'Amérique du sud, et de retourner en Espagne chargé d'épices, Magellan fit preuve à ce stade d'un zèle pour la conversion au christianisme de populations locales. Et par ce fait, il se trouva mêlé aux débats politiques locaux, et finit par mourir aux Philippines, et avec lui de nombreux hommes de son expédition.
Le 16 mars, une semaine après avoir quitté Guam, la flotte aperçut l'île de Samar, et accosta sur l'île de Homonhon, qui était à l'époque inhabitée. Ils rencontrèrent une population accueillante sur l'île voisine de Suluan et commercèrent avec eux. Ils restèrent près de deux semaines à Homonhon, récupérant de leur voyage et rassemblant de l'eau fraîche et des vivres, avant de quitter le 27 mars. Le matin du 28 mars, ils s'approchèrent de l'île de Limasawa, et rencontrèrent des locaux dans leurs canoés, qui alertèrent des navires balangay de deux des dirigeants de Mindanao en mission à Limasawa. Pour la première fois de l'expédition, l'esclave de Magellan Henrique de Malacca put communiquer avec des indigènes en malais (ce qui était une indication qu'il avait effectué une circumnavigation, et approchaient de terres connues). Ils échangèrent des cadeaux avec les indigènes (recevant des porcelaines peintes de caractères chinois), et furent présentés aux dirigeants, Rajah Kolambu et Rajah Siawi. Magellan devint « frère  de sang » de Kolambu, partageant le rituel local de pacte de sang avec lui.
Magellan et ses hommes notèrent que les Rajahs disposaient de parures en or et servaient aussi la nourriture sur des plats en or. Il leur fut dit par les Rajahs que l'or abondait dans leurs patries de Butuan et Calagan (Surigao), et que les indigènes leur échangeraient cet or à parité avec du fer. Lorsqu'il était à Limasawa, Magellan fit une démonstration des armures, armes artillerie espagnoles, qui impressionna grandement.

### Première messe
Le dimanche 31 mars, le jour de Pâques, Magellan et cinquante de ses hommes mirent pied à terre à Limasawa pour participer à la première messe catholique aux Philippines, donnée par l'aumônier de l'Armada. Kolambu, son frère (qui était également chef coutumier), et d'autres insulaires, rejoignirent la cérémonie, intéressés par le culte. Après la messe, les hommes de Magellan levèrent une grande croix chrétienne sur la plus haute colline de l'île, et déclarèrent formellement l'île et l'ensemble de l'archipel des Philippines (qu'ils nommèrent îles de Saint Lazare) possession de la Couronne d'Espagne.

### Cebu
Le 2 avril, Magellan tint une rencontre pour décider de la suite du voyage. Ses officiers l'incitèrent à aller directement vers le sud-ouest aux Moluques, mais il préféra aller de l'avant dans les Philippines. Le 3 avril, se dirigea au sud-ouest jusque Cebu, dont Magellan entendit parler de Kolambu. La flotte était dirigée par des hommes de Kolambu. Ils aperçurent Cebu le 6 avril, et y accostèrent le lendemain. Cebu avait des contacts réguliers avec les Chinois et les commerçants arabes, qui demandaient habituellement que des visiteurs paient tribut pour pouvoir commercer. Magellan convainquit le dirigeant de l' île, Rajah Humabon, d'abandonner cette exigence.  
Alors qu'il se trouvait à Limasawa, Magellan fit démonstration des canons de la flotte pour impressionner ses interlocuteurs. Il leur prêcha par ailleurs le christianisme, et le 14 avril Humabon et sa famille reçurent le baptême, et reçurent aussi une image de l'Enfant Jésus (connu par après sous le nom de Santo Niño de Cebu). Les jours suivants, d'autres chefs locaux se firent baptiser, et au total 2 200 indigènes de Cebu et des environs se firent baptiser.
Quand Magellan apprit qu'un groupe d'indigènes habitant l'île de Mactan, dirigé par Lapu-Lapu, résistait à la conversion chrétienne, il ordonna de brûler leurs maisons. Comme ils continuaient de résister, Magellan informa son conseil le 26 avril qu'il envoyait une expédition à Mactan pour soumettre les réfractaires par la force.

### Bataille de Mactan

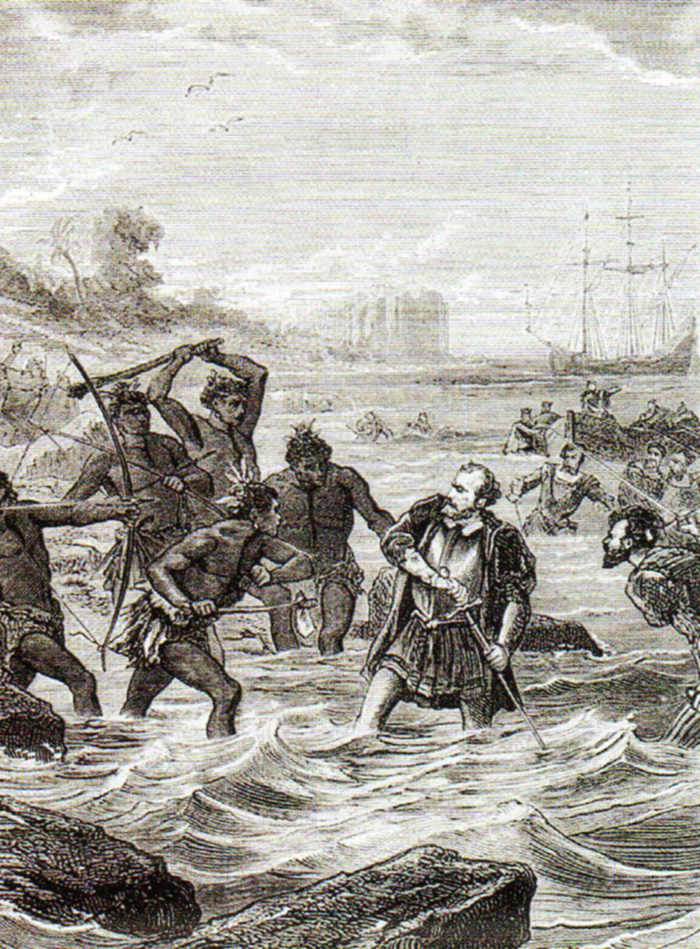
Une représentation par un artiste du XIXe siècle de la mort de Magellan par les guerriers de Mactan.

Magellan envoya une troupe de 60 hommes de son équipage à opposer aux hommes de Lapu-Lapu. Quelques guerriers Cebuano suivirent Magellan à Mactan, mais avaient reçu instruction de Magellan de ne pas prendre part au combat. Il envoya d'abord un ultimatum à Lapu-Lapu, lui offrant une dernière chance d'accepter le roi d'Espagne comme souverain, et d'éviter l'affrontement. Lapu-Lapu refusa. Magellan prit 49 de ses hommes, 11 gardant les bateaux. Bien qu'ils aient le bénéfice des armures et d'armes plus modernes, ils furent submergés par les forces tribales. Pigafetta (qui était présent sur le champ de bataille) estima le nombre des adversaires à environ 1500. Les hommes de Magellan furent repoussés et défaits. Magellan mourut dans la bataille, de même que plusieurs de ses hommes, dont Cristóvão Rebelo, le fils illégitime de Magellan.

### Massacre du1ermai
Après la mort de Magellan, les survivants tinrent une élection pour décider d'un nouveau commandant à l'expédition. Ils en choisirent deux : Duarte Barbosa, le beau-frère de Magellan, et Juan Serrano. La volonté de Magellan était de libérer son esclave Henrique de Malacca, mais Barbosa et Serrano préférèrent le garder comme interprète contre son gré. Henrique s'entretint alors avec Humabon, et ils trahirent les Espagnols.
Le 1er mai, Humabon invita les hommes à terre pour un festin. Une trentaine d'hommes, essentiellement des officiers, dont Serrano et Barbosa, s'y rendirent. Avant la fin du repas, des Cebuanos armés pénétrèrent parmi les convives et tuèrent les Européens. Vingt-sept hommes furent tués. Juan Serrano, l'un des nouveaux co-commandants, fut laissé en vie sur le rivage face aux navires, afin de convaincre ceux-ci de payer une rançon pour le libérer. Les navires espagnols prirent le large, et Serrano fut probablement tué. Dans son journal, Pigafetta pense que João Carvalho, à qui échut le commandement en l'absence de Barbosa et Serrano, abandonna Serrano pour obtenir le commandement de la flotte.

## Les Moluques
Avec seulement 115 survivants sur les 277 marins ayant quitté Séville, il fut jugé que la flotte ne disposait pas assez d'hommes pour manœuvrer trois navires. Le 2 mai, la Concepción fut vidée et incendiée. Avec Carvalho comme nouveau capitaine-général, les deux navires restants, la Victoria et la Trinidad, passèrent six mois à parcourir l'Asie du sud-est à la recherche des Moluques. Ils s'arrêtèrent notamment à Mindanao et Brunei. À cette époque, ils se livrèrent aussi à des actes de piraterie, dont le vol d'une jonque partie des Moluques vers la Chine.
Le 21 septembre, Carvalho fut destitué et remplacé comme capitaine-général par Martin Mendez, avec Gonzalo de Espinosa et Juan Sebastián Elcano comme capitaines des Trinidad et Victoria respectivement.
Le journal de l'expédition d'Aganduru Moriz décrit comment l'équipage d'Elcano fut attaqué aux sud-est de Bornéo par une flotte de Brunei commandée par un natif de Luzon. Les historiens tels William Henry Scott et Luis Camara Dery pensent que le commandant de cette flotte de Brunei était le jeune prince Ache de Maynila (Manille), un petit-fils du sultan de Brunei qui deviendrait plus tard Rajah Matanda,.
Elcano, cependant, réussit à battre et capturer Ache. Selon Scott, Ache fut libéré après paiement d'une rançon. Néanmoins, Ache laissa un de ses hommes parlant l'espagnol à Elcano pour l'aider à retourner en Espagne, « un indigène qui comprenait notre langue castillane, qui s'appelait Pazeculan ». Cette connaissance de l'espagnol fut propagée à travers l'océan indien et dans toute l'Asie du sud-est après la conquête par la Castille de l'émirat de Grenade, forçant les musulmans hispanophones à émigrer parfois jusqu'à la Manille musulmane.
Les navires atteignirent finalement les Moluques le 8 novembre  en accostant sur l'île de Tidore. Ils furent accueillis par le dirigeant de l'île, Al-Mansur de Tidore (en) (connu des officiers sous le nom espagnol de Almanzor) Almanzor les accueillit chaleureusement, et proclama rapidement son allégeance au roi d'Espagne. Un comptoir commercial fut fondé à Tidore, et de grandes quantités de clous de girofle furent rapidement échangées contre des vêtements, des couteaux et du verre.
Vers le 15 décembre, les navires tentèrent de quitter Tidore, chargés de clous de girofle. Mais la Trinidad, qui était endommagée, prenait maintenant l'eau. Le départ fut retardé, le temps pour l'équipage, aidé d'indigènes, de trouver et réparer les fuites. Lorsque ces tentatives s'avérèrent infructueuses, il fut décidé que la Victoria prendrait la mer pour rejoindre l'Espagne par l'ouest, et que la Trinidad resterait en arrière par l'est, avec une tentative de traverser le continent américain. Quelques semaines plus tard, la Trinidad tenta de rejoindre l'Espagne par la route de l'océan Pacifique. La tentative échoua. La Trinidad fut capturée par les Portugais, et s'échoua pendant une tempête alors qu'elle était à l'ancre sous contrôle des Portugais.

## Retour vers l'Espagne
La Victoria partit pour la route de l'océan indien le 21 décembre 1521, sous le commandement de Juan Sebastián Elcano. Le 6 mai 1522, la  Victoria franchit le cap de Bonne Espérance, avec du riz pour seule alimentation. Vingt hommes étaient morts de faim lorsqu'il arriva au Cap Vert portugais pour se ravitailler. L'équipage fut surpris d'apprendre que la date du jour était le 10 juillet 1522, soit un jour après celui qu'ils avaient calculé méticuleusement. L'équipage ne rencontra pas de difficultés à faire ses achats, sous la couverture qu'ils revenaient d'Amérique vers l'Espagne. Cependant, les Portugais découvrirent que la Victoria transportait des épices des Indes orientales, et ils emprisonnèrent treize hommes,. La Victoria réussit cependant à prendre la fuite avec son chargement de 26 tonnes d'épices (clous de girofle et cannelle).
Le 6 septembre 1522, Elcano et les survivants de l'équipage de l'expédition de Magellan arrivèrent à Sanlúcar de Barrameda à bord de la Victoria, exactement trois ans après en être partis. Ils remontèrent alors le fleuve jusque Séville, puis jusque Valladolid, où ils se présentèrent à l'Empereur.

### Les survivants
Quand la Victoria, seul bateau rescapé de la flotte, revient à son point de départ après avoir achevé la première circumnavigation, seuls 18 hommes parmi les 270 ayant quitté Séville en 1519 sont à bord. En plus de ces 18 hommes, la Victoria compte également dans ses rangs 3 natifs des Moluques, qui embarquèrent à Tidore. 
| Nom                         | Origine           | Rôle                |
| --------------------------- | ----------------- | ------------------- |
| Juan Sebastián Elcano       | Getaria           | Capitaine du navire |
| Francisco Albo              | Chios             | Pilote              |
| Miguel de Rodas             | Rhodes            | Maître de bord      |
| Juan de Acurio              | Bermeo            | Maître d'équipage   |
| Martín de Judicibus         | Savone            | Marin               |
| Hernándo de Bustamante      | Mérida            | Barbier             |
| Antonio Pigafetta           | Vicence           | Chroniqueur         |
| Hans van Aachen             | Aix-la-Chapelle   | Artilleur           |
| Diego Gallego               | Baiona            | Marin               |
| Antonio Hernández Colmenero | Huelva            | Marin               |
| Nícolas de Napolés          | Nauplie           | Marin               |
| Francisco Rodríguez         | Séville           | Marin               |
| Juan Rodríguez de Huelva    | Huelva            | Marin               |
| Miguel de Rodas             | Rhodes            | Marin               |
| Juan de Arratía             | Bilbao            | Mousse              |
| Juan de Santander           | Cueto (Cantabrie) | Mousse              |
| Vasco Gómez Gallego         | Baiona            | Mousse              |
| Juan de Zubileta            | Barakaldo         | Page                |

## Repères chronologiques
| Date                    | Description                                                                            |
| ----------------------- | -------------------------------------------------------------------------------------- |
| 10 août 1519            | Départ de Séville                                                                      |
| 20 septembre 1519       | Départ de Sanlucar de Barrameda                                                        |
| 13 décembre 1519        | Arrivée dans la baie de Santa Lucia (Brésil)                                           |
| 12 janvier 1520         | Début d'exploration du Rio de la Plata (Argentine)                                     |
| 31 mars 1520            | Arrivée à Puerto San Julián (Patagonie, Argentine)                                     |
| 1er avril 1520          | Mutinerie de San Julián                                                                |
| 3 mai 1520              | Naufrage du Santiago                                                                   |
| 21 octobre 1520         | Découverte du cap Virgenes, entrée du détroit                                          |
| vers le 8 novembre 1520 | Désertion du San Antonio qui rentre à Séville                                          |
| 28 novembre 1520        | Entrée de la flotte dans l'océan Pacifique                                             |
| 6 mars 1521             | Arrivée aux Mariannes                                                                  |
| 7 avril 1521            | Arrivée à Cebu                                                                         |
| 27 avril 1521           | Mort de Magellan et de six autres hommes lors du combat contre les indigènes de Mactan |
| 2 mai 1521              | Destruction volontaire de la Concepcion                                                |
| 8 novembre 1521         | Arrivée aux Moluques sur l'île de Tidore du Trinidad et du Victoria                    |
| 21 décembre 1521        | Départ de la Victoria chargée de girofle pour l'Espagne                                |
| 19 mai 1522             | La Victoria passe le cap de Bonne-Espérance                                            |
| 6 septembre 1522        | La Victoria accoste à Sanlucar de Barrameda                                            |

### Conférences, documentaires et vidéos en ligne
- L’incroyable périple de Magellan, de François de Riberolles (2022), de ARTE France, Camera Lucida, Minima Films, Belgica Films, Serena Productions, 2022 [présentation en ligne].
- (pt) José Manuel Garcia (historien) (2019), « Colóquio Internacional o Retrato de Fernão de Magalhães : entrevista com José Manuel Garcia », 30 octobre 2019 (consulté le 13 avril 2020).
- (es) José Manuel Garcia (historien) (2018), « Congreso Internacional de Historia Primus Circumdedisti Me. Claves de la primera globalización : Fernando de Magallanes y Portugal », 20 mars 2018 (consulté le 13 avril 2020).
- Le voyage de Magellan 1519-1522 (carte animée avec commentaire sonore), de L'Histoire à la carte, 2018 [présentation en ligne].
- Jean-Michel Barrault, Patrick Girard (écrivain), Jean-Luc Van Den Heede, « Le tour du monde de Magellan », Europe 1 (émission : Au cœur de l’histoire de Franck Ferrand), 19 septembre 2012 (consulté le 20 mai 2020).
- Les fausses cartes de Magellan (émissions : Le Dessous des cartes), de Jean-Christophe Victor et Jean-Loïc Portron, de Rose In Groen pour ARTE, 12 avril 2008 [présentation en ligne].
- Magellan et l’image du monde, de Michel Chandeigne / Xavier de Castro (2008), de Transboréal (éditions), 2008 [présentation en ligne].

### Émissions de radio en ligne
- Michel Chandeigne (Xavier de Castro), « Fernand de Magellan, l’explorateur », France Inter (émission : Le Temps d’un Bivouac de Daniel Fiévet), 25 juin 2019 (consulté le 20 mai 2020).
- Jean-Michel Barrault, Patrick Girard (écrivain), Jean-Luc Van Den Heede, « Le tour du monde de Magellan », Europe 1 (émission : Au cœur de l’histoire de Franck Ferrand), 19 septembre 2012 (consulté le 20 mai 2020).